# أفونيا
الأفونيا (بالإنجليزية: Aphonia)‏ هو عدم القدرة على إصدار صوت مسموع. السبب الرئيسي لفقدان هذه القدرة هو الانقطاع الثنائي للعصب الحنجري المتكرر، والذي يدعم تقريبًا جميع العضلات في الحنجرة. وقد يكون تلف الأعصاب نتيجة لعملية جراحية (على سبيل المثال، استئصال الغدة الدرقية) أو ورم.
أفونيا تعني «لا صوت». بمعنى آخر، من يعاني من هذا الاضطراب هو  شخص فقد صوته.

## الأسباب
وعادة ما تكون الجروح هي المسبب في الإصابة بأفونيا [بحاجة لمصدر]. يمكن أن تؤثر هذه الاصابات  الطفيفة على المنطقة الظهرية الثانية والثالثة بحيث تجعل البقع الليمفاوية المتعلقة بالتسوية إما ضارة أو غير فعالة نسبيًا.  كما يمكن أن يحدث فقدان للسمع من جراء ثقف في القصبة الهوائية.
أي إصابة أو حالة تمنع الحبال الصوتية، والأحزمة المقترنة من الأنسجة العضلية الموضوعة فوق القصبة الهوائية، من التآذى معا، والاهتزاز سيكون لديه القدرة على جعل الشخص غير قادر على الكلام. عندما يستعد شخص للتكلم، فإن الطيات الصوتية تأتي معا فوق القصبة الهوائية وتهتز بسبب تدفق الهواء من الرئتين. تصدر هذه الآلية صوت الصوت. إذا تعذر على الطيات الصوتية الاجتماع معًا للاهتزاز، فلن يتم إصدار الصوت. كما يمكن أن يكون سبب أفونيا هو الخوف الذي يرافقه في كثير من الأحيان.
غالبًا ما تُرى الافونيا النفسية انها ناتجامنة. عادةً ما يُظهر الفحص الحنجري طيات صوتية منحنطة لا تتفق مع خط الوسط أثناء الاتصال. ومع ذلك، فإن الطيات الصوتية سوف تتصرف عندما يُطلب من المريض السعال. يجب أن يتضمن العلاج التشاور والإرشاد مع أخصائي علم أمراض الكلام، وإذا لزم الأمر، طبيب نفساني.
في هذه الحالة، فإن تاريخ المريض وعدم الحركة من جانب واحد يستبعد وجود حالة من فقدان الصوت.